# Carles Martí i Frasquier
Carles Martí i Frasquier (la Ràpita, 1982) és instrumentista de trompeta i compositor de sardanes.

## Biografia
Començà a estudiar música a l'Agrupació Musical Rapitenca, amplià la seva formació al Conservatori de Música de Tarragona i cursà el grau superior de trompeta a l'Ecole National de Musique d'Orleans. Finalment, completa els seus estudis al Conservatori Superior de Música de Castelló amb el mestre Vicent Campos. Ha actuat en diversos conjunts instrumentals (Cobla Ciutat de Cornellà 2007, Orquestra de Joves Intèrprets dels Països Catalans 2008-2009) i en l'actualitat (2009) és trompeta de la Cobla Reus Jove. El 2007 va ser professor de trompeta de l'Escola Municipal de Música de Cambrils.

## Obres

### Arranjaments
- Canzona per sonare n. 1 "La Spiritata" de Giovanni Gabrieli, arranjada per a quintet de vent [ttp://www.youtube.com/watch?v=5XzkfMuR1yg]
- Concert en do major per a dues trompetes d'Antonio Vivaldi
- Sevilla, Suite espanyola d'Isaac Albéniz, per a quintet de vent [www.youtube.com/watch?v=eFcsyDq3H]

### Sardanes
- Ara fa un any (2005)
- Clan (2009), obligada per a dues trompetes
- Un gran camí (2007), enregistrada per la cobla Reus Jove en disc compacte (2009), segon premi del "X Concurs per a Joves Compositors" de Blanes
- La meva gent (2004), enregistrada per la cobla Reus Jove en el DC Sardanes d'Ametlla de Mar (2005)
- Més que un poble, dedicada a la Ràpita, enregistrada per la cobla Reus Jove en el DC Tan sols un pas (Barcelona: Àudiovisuals de Sarrià, 2007 ref. AVS 52089)
- Recança (2003), primera sardana, enregistrada per la cobla Contemporània en el DC Contemporanis 4 (Barcelona: PICAP, 2005 ref. 91.0431-02)
- Tan sols un pas (2006), enregistrada al CD Tan sols un pas